# Kenneth Richards
Kenneth David Oswin Richards (ur. 16 sierpnia 1958 w Linstead) – jamajski duchowny katolicki, arcybiskup Kingston od 2016.

## Życiorys

### Prezbiterat
Święcenia kapłańskie otrzymał 29 września 1985 i został inkardynowany do archidiecezji Kingston. Pracował głównie jako duszpasterz parafialny, był także m.in. przewodniczącym Rady Kapłańskiej. W 2008 mianowany wikariuszem generalnym archidiecezji.

### Episkopat
19 listopada 2011 papież Benedykt XVI mianował go biskupem diecezji Saint John’s – Basseterre obejmującą swoim zasięgiem: Antiguę i Barbudę, St. Kitts i Nevis, Montserrat, Anguillę, Tortolę, Anegadę. Sakry biskupiej udzielił mu 8 lutego 2012 arcybiskup Donald Reece.
29 kwietnia 2016 papież Franciszek mianował go arcybiskupem metropolitą Kingston.